# Paul Cornell

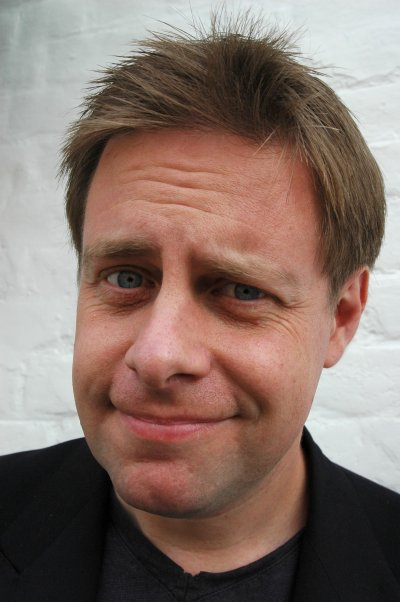
Paul Cornell

Paul Douglas Cornell (* 18. Juli 1967 in Chippenham, Wiltshire, England) ist ein englischer Science-Fiction-Schriftsteller und Drehbuchautor. Am bekanntesten ist er für seine Arbeit im Fernsehdrama sowie in Drehbüchern von Doctor Who und als Schöpfer der Spin-off-Gefährtin des Doktors, Bernice Summerfield.

## Privatleben
In einem Interview über den Doctor Who: DWO Whocast erklärte Cornell, dass dieser Eintrag in Wikipedia ihn „… sowohl einen Christen als auch einen Heiden“ („… both a Christian and a pagan …“) beschrieb, den er nicht korrigiert hat, da es seine Sympathien für die heidnische Welt veranschaulicht. Er führt dann weiter aus, dass er ein Anglikaner ist, aber sehr „… Low Church, fast ein Calvinist …“, und dies liegt teilweise daran, dass er keine Hymnen mag.
Spirituelle Themen sind in seiner Arbeit keine Seltenheit (zum Beispiel sein Roman Something More). Andere häufige Referenzen in seiner Arbeit sind Eulen.
Cornell ist verheiratet mit Caroline Symcox, derzeit Vikarin der St. Mary’s Church in Fairford, die auch für unter ihrem Namen und mit Cornell auf Doctor Who basierende Hörspiele für Big Finish Productions geschrieben hat.
Im Jahr 2010 trat er als Kandidat in einer Folge der BBC-Four-Quizshow Only Connect auf.

## Karriere
Neben Doctor Who gehören zu den anderen britischen Fernsehdramen, für die er geschrieben hat, Robin Hood, Primeval,  Casualty, Holby City und Coronation Street. Für das US-Fernsehen hat er eine Episode zur modernen Sherlock-Holmes-Set-Serie Elementary beigetragen.
Cornell hat auch für eine Reihe britischer Comics sowie für Marvel Comics und DC Comics in Amerika geschrieben und zusätzlich zu seiner sechs Originalromane veröffentlicht.
Cornells Karriere als professioneller Schriftsteller begann 1990, als er in einem Wettbewerb für junge Schriftsteller gewann und sein Beitrag Kingdom Come von BBC Two produziert und gezeigt wurde. Bald darauf schrieb er Timewyrm: Revelation, einen Roman für die Reihe der neuen Romane von Doctor Who. Timewyrm: Revelation war eine Überarbeitung eines serialisierten Stücks Fan-Fiction, das Cornell zuvor für das Fanzine Queen Bat geschrieben hatte. Es folgten mehrere andere Doctor-Who-Romane, darunter der preisgekrönte Human Nature.
Cornell begann dann für Granada Television zu arbeiten, wo er für das beliebte medizinische Kinderdrama Children's Ward schrieb und seine eigene Kinderserie für Yorkshire Television Wavelength schuf, die zwei Staffeln umfasste. Er wechselte 1996 in eine Vollzeitbeschäftigung im Erwachsenenfernsehen, als er einer der Hauptverantwortlichen für Granadas übernatürliche Seifenoper Springhill war, die zwei Jahre auf Sky One und später auf Channel 4 lief.
Nach einer kurzen Zeit bei der Coronation Street begann er für andere Produktionsfirmen zu arbeiten, unter anderem als Autor einer Episode in der Anthology-Dramaserie Love in the 21st Century für Channel 4 im Jahr 1999. In seiner Episode mit dem Titel Masturbation war Ioan Gruffudd als Jack zu sehen. Er sollte einer der Autoren der geplanten Red Production Company Produktion, Misfits, einem Ableger von Queer as Folk sein, aber die Serie wurde nie gedreht.
Im 21. Jahrhundert hat er hauptsächlich für die BBC geschrieben und Episoden zu allen drei ihrer regulären medizinischen Dramen beigetragen: Casualty, Holby City und die täglich ausgestrahlte Seifenoper Doctors. Er trug auch zur in den 1950er Jahren angesiedelten Prime-Time-Dramaserie Born and Bred am Sonntagabend bei und war einer der Autoren des Revivals von Doctor Who, in der er die Folge Father's Day schrieb. Die Folge wurde 2006 für den Hugo Award für die Best Dramatic Presentation, Short Form nominiert und belegte den dritten Platz in dieser Kategorie. Cornell schrieb später eine zweiteilige Geschichte für die 2007er Serie von Doctor Who, basierend auf seinem 1995 erschienenen Roman Human Nature. Der Titel der ersten Episode war ebenfalls Human Nature, der zweite Teil trug den Namen The Family of Blood. 2008 wurden die beiden Folgen für den Hugo Award als Best Dramatic Presentation, Short Form nominiert.
Im Februar 2006 kündigte Cornell in einem Beitrag in seinem Weblog an, dass er eine Episode für die bevorstehende BBC-Serie Robin Hood von Tiger Aspect Productions für dieselbe Sendezeit am Samstagabend wie Doctor Who schreiben würde.
Später gab er in seinem Blog bekannt, dass er auch eine zweite Robin-Hood-Episode in der ersten Serie schreibt. Seine erste Folge Who Shot the Sheriff? wurde am 21. Oktober 2006 auf BBC One ausgestrahlt. Sein zweites Drehbuch, A Thing or Two About Loyalty, wurde am 2. Dezember 2006 gesendet. Er schrieb auch eine Episode für die zweite Staffel eines anderen Familienabenteuerprogramms am Samstagabend, die ITV-Science-Fiction-Serie Primeval – Rückkehr der Urzeitmonster, die im Februar 2008 ausgestrahlt wurde. Er schrieb auch den Piloten zu Pulse, der Anfang Juni 2010 auf BBC Three gezeigt wurde.
Außerhalb des Fernsehens war er in verschiedenen anderen Medien aktiv und schrieb in den 1990er Jahren sechs Doctor-Who-Romane für Virgin Publishing und BBC Books, drei Doctor-Who-Hörspiele für Big Finish Productions und ein vollständig animiertes Doctor-Who-Abenteuer, Scream of the Shalka mit Richard E. Grant als Doctor, für das Internetportal bbc.co.uk im Jahr 2003. Er hat auch zwei Mainstream-Science-Fiction-Romane für Victor Gollancz Ltd. geschrieben: Something More und British Summertime, dazu verschiedene Romane, Kurzgeschichten und Hörspiele, die auf Professor Bernice Summerfield basieren, die er für die Virgin New Adventures kreierte und die er später bei Big Finish Productions lizenzierte.
Er war auch Co-Autor für mehrere Sachbeiträge im Fernsehen (oft in Zusammenarbeit mit Keith Topping und Martin Day), darunter das Guinness-Buch des klassischen britischen Fernsehens The Guinness Book of Classic British TV, X-treme Possibilities (eine Anleitung zu Akte X – Die unheimlichen Fälle des FBI) und The Discontinuity Guide (eine humorvolle Anleitung zu Doctor Who). Topping und Days Doctor-Who-Roman The Devil Goblins from Neptune basierte ebenfalls auf einer gemeinsamen ursprünglichen Idee mit Cornell. Cornell hat auch Comics geschrieben, sowohl für das Doctor Who Magazine als auch für das Spin-off Judge Dredd Megazine. Er hat Wisdom eine 6-Ausgaben-Serie für den Marvel Comics Imprint MAX Comics geschrieben, mit der Hauptfigur Peter Wisdom, gezeichnet von Trevor Hairsine und Manuel García.
Auf der Wizard World Chicago Comic-Convention 2007 wurde angekündigt, dass Cornell Chris Claremonts Nachfolger bei der Entwicklung von Marvels New Excalibur folgen würde. Die Pläne wurden später mit der Aufhebung des Titels New Excalibur geändert, und Cornells neues Projekt wurde mit dem Titel Captain Britain and MI: 13 angekündigt. Die dritte Comic-Serie, Vampire State, wurde für den Hugo Award 2010 als beste Graphic Story nominiert.
Cornell hat auch die Ausgabe Young Avengers Presents Nr. 4 (April 2008) geschrieben und ein Die-Fantastischen-Vier-Miniserien-Comic, Fantastic Four: True Story, der im Juli 2008 begann und in dem das Team auf Charaktere literarischer Klassiker stieß. Im Jahr 2008 schrieb er einen Comic, der auf der Doctor-Who-Website veröffentlicht wurde. Er hat auch die limitierte Serie Young Avengers geschrieben, die an Dark Reignund Black Widow: Deadly Origin anknüpft, eine Miniserie, die an das Erscheinungsbild des Charakters in Iron Man 2 anknüpft.
Nach War of the Supermen wurde Cornell der nächste Action-Comics-Autor. Cornell unterschrieb 2010 exklusiv bei DC Comics als Autor für Action Comics. Seine 16-Ausgaben in der Serie enthielt die Nummer 900. Ende 2010 und Anfang 2011 beendete Cornell neun Ausgaben in Batman's world: Knight & Squire, eine Miniserie mit sechs Ausgaben und einen 3-Ausgaben-Serie in Batman & Robin, # 17-19.
Im September 2011 wurde Cornell im Rahmen des Neustarts von DCs The New 52 Autor für die DC Comics-Titel der Reihe Demon Knights und Stormwatch . Cornells letzte DC-Arbeit war die 14-Ausgaben-Science-Fiction-Serie Saucer Country, die mit der Ausgabe vom Juni 2013 endete.
Cornell ist Teil des regelmäßigen Panels des Podcasts SF Squeecast, der 2012 und 2013 den Hugo Award für den besten Fancast gewann.
Im Januar 2016 kündigte Cornell seine Rückkehr zur Fernsehdrama-Arbeit an, als er seinen Followern in seinem Twitter-Feed mitteilte, dass er sein erstes Drehbuch für das US-Fernsehen geschrieben und eine Episode zur Sherlock-Holmes-Serie Elementary beigetragen habe.
Im Jahr 2018 begann er (zusammen mit Lizbeth Myles aus dem Podcast von Verity!) einen Podcast mit dem Titel Hammer House of Podcast zu moderieren, in dem Horrorfilme von Hammer-Filme besprochen wurden.

## Bibliografie (Auswahl)

### Doctor Who
- Timewyrm: Revelation. Doctor Who Books 1991, ISBN 0-426-20360-7.
- Love and War. Doctor Who Books 1992, ISBN 0-426-20385-2.
- Goth Opera. Doctor Who Books 1994, ISBN 0-426-20418-2.
- No Future. Doctor Who Books 1994, ISBN 0-426-20409-3.
- Lackaday Express. In: Decalog: Ten Stories – Seven Doctors – One Enigma. Doctor Who Books 1994, ISBN 0-426-20411-5. (Kurzgeschichte)
- Human Nature. Doctor Who Books 1995, ISBN 0-426-20443-3.
- Happy Endings. Doctor Who Books 1996, ISBN 0-426-20470-0.
- Oh No It Isn't! Doctor Who Books 1997, ISBN 0-426-20507-3.
- The Shadows of Avalon. BBC Books 2000, ISBN 0-563-55588-2.
- Professor Bernice Summerfield and the Dead Men Diaries. Big Finish Productions 2000, ISBN 1-903654-00-9. (Anthologie)
- The Shadow of the Scourge. Big Finish Productions 2000. (Hörbuch)
- A Life Of Surprises. Big Finish Productions 2002, ISBN 1-903654-44-0. (Anthologie)
- Seasons of Fear. Big Finish Productions 2002. (Hörbuch)
- Life During Wartime. Big Finish Productions 2003, ISBN 1-84435-062-2. (Anthologie)
- The Scream of the Shalka. BBC Books 2004, ISBN 0-563-48619-8.
- Death and the Daleks. Big Finish Productions 2004, ISBN 1-84435-043-6.
- Short Trips: A Christmas Treasury. Big Finish Productions 2004, ISBN 1-84435-112-2. (Anthologie)
- Misplaced Spring. In: A Life Worth Living. Big Finish Productions 2004, ISBN 1-84435-109-2. (Kurzgeschichte)
- The Shooting Scripts. BBC Worldwide 2005, ISBN 0-563-48641-4. (Anthologie)
- Circular Time. Big Finish Productions 2007. (Hörbuch)
- Twice Upon a Time.  BBC Books 2018, ISBN 978-1-78594-330-0.
- Shadow of a Doubt. In: Adventures in Lockdown. BBC Books 2020, ISBN 978-1-4735-3282-3. (Kurzgeschichte)
- The Shadow in the Mirror. In: Adventures in Lockdown. BBC Books 2020, ISBN 978-1-4735-3282-3. (Kurzgeschichte)
- The Shadow Passes. In: Adventures in Lockdown. BBC Books 2020, ISBN 978-1-4735-3282-3. (Kurzgeschichte)

weitere Werke im Doctor Who Universum, siehe Comics.

### Shadow Police
- London Falling. Tor / Pan Macmillan UK 2012, ISBN 978-0-230-76321-0.
- The Severed Streets. Tor 2014, ISBN 978-0-7653-3028-4.[15]
- Who Killed Sherlock Holmes? Pan Books 2016, ISBN 978-1-4472-7326-4.

### Horrorscopes
- Leo: Blood Ties. Mammoth 1995, ISBN 0-7497-1861-7. (als Maria Palmer)

### Wild Cards
- More! In: Fort Freak. Tor 2011, ISBN 978-0-7653-2570-9. (Kurzgeschichte)
  - More! In: Wild cards – die Cops von Jokertown. Penhaligon Verlag 2018, ISBN 978-3-7645-3214-7.
- The Elephant in the Room. tor.com 2013. (Kurzgeschichte)
- Night Orders. In: Knaves Over Queens. HarperVoyager 2018, ISBN 978-0-00-828359-9. (Kurzgeschichte)
- Low Chicago. HarperCollins (Australia) 2018, ISBN 978-0-00-828520-3. (mit Saladin Ahmed, Marko Kloos, John J. Miller, Mary Anne Mohanraj, Kevin Andrew Murphy, Christopher Rowe und Melinda M. Snodgrass)

### Weitere Romane
- The Uninvited. Virgin Books 1997, ISBN 0-7535-0220-8.
- Something More. Gollancz / Orion 2001, ISBN 0-575-07203-2.
- British Summertime. Gollancz 2002, ISBN 0-575-07369-1.
- Saucer Country Vol. 1: Run. Vertigo / DC Comics 2012, ISBN 978-1-4012-3549-9.
- Chalk. Tor.com 2017, ISBN 978-0-7653-9095-0.

### Kurzgeschichten

#### Lychford
- Witches of Lychford. Tor.com 2015, ISBN 978-0-7653-8523-9.
- The Lost Child of Lychford. Tor.com 2016, ISBN 978-0-7653-8977-0.
- A Long Day in Lychford. Tor.com 2017, ISBN 978-0-7653-9318-0.
- The Lights Go Out in Lychford. Tor.com 2019, ISBN 978-1-250-24947-0.
- Last Stand in Lychford. Tor.com 2020, ISBN 978-1-250-75213-0.
- A Map of Lychford. In: Voices from the Past. H & H Books 2011.

#### Jonathan Hamilton
- Catherine Drewe. In: Fast Forward 2. Pyr 2008, ISBN 978-1-59102-692-1.[16]
- One of Our Bastards Is Missing. In: The Solaris Book of New Science Fiction: Volume Three. Solaris 2009, ISBN 978-1-84416-599-5.[17]
- The Copenhagen Interpretation. In: Asimov's Science Fiction, July 2011.[18]
- A Better Way to Die. In: Rogues. Bantam Books / SFBC 2014.
  - Eine bessere Art zu sterben. In: Der Bruder des Königs. Penhaligon 2016, ISBN 978-3-7645-3175-1.

### Sachbücher
- The Guinness Book of Classic British TV. Guinness World Records Limited 1993, ISBN 0-85112-543-3. (mit Martin Day und Keith Topping)
- The DisContinuity Guide. Doctor Who Books 1995, ISBN 0-426-20442-5. (mit Martin Day und Keith Topping)
- The New Trek Programme Guide. Virgin Books 1995, ISBN 0-86369-922-7. (mit Martin Day und Keith Topping)
- Licence Denied. Virgin Books 1997, ISBN 0-7535-0104-X.
- X-Treme Possibilities: A Paranoid Rummage Through The X-Files. Virgin Books 1997, ISBN 0-7535-0019-1. (mit Martin Day und Keith Topping)
- The Avengers Dossier. Gateway / Orion 2013, ISBN 978-0-575-13321-1. (mit Martin Day und Keith Topping)

### Comics

#### Doctor Who
- Stairway to Heaven. In: Doctor Who Magazine #156. 1990.
- Teenage Kicks. In: Doctor Who Magazine #163. 1990.
- The Chameleon Factor. In: Doctor Who Magazine #174. 1991.
- Emperor of the Daleks. In: Doctor Who Magazine #197–202. 1993.
- Time and Time Again. In: Doctor Who Magazine #207. 1993.
- Metamorphosis. In: Doctor Who Yearbook. 1993.
- Blood Invocation. In: Doctor Who Yearbook. 1995.

#### Weitere Comics
- Pan-African Judges. In: Judge Dredd Megazine. Vol. 2 #44–49, 1993–1994.
- Deathwatch. In: Judge Dredd Megazine Vol. 3 #8–13, 1995–1996.
- XTNCT. In: Judge Dredd Megazine #209–214, 2003–2004, ISBN 1-904265-69-3.
- Wisdom. tpb 2007, ISBN 0-7851-2123-4.
- Young Avengers Presents. No. 4, Marvel Comics 2008, ISBN 0-7851-2975-8.
- Captain Britain and MI: 13. Marvel Comics 2008.
- Fantastic Four: True Story. Marvel Comics 2008.
- Dark Reign. Marvel Comics 2009.
- Dark X-Men. Marvel Comics 2009.
- Black Widow: Deadly Origin. Marvel Comics 2010.
- Action Comics. #890–904, 2010.
- Soldier Zero. #1–7, 2010.
- Knight and Squire. DC Comics 2010.
- Batman & Robin. #17–19, DC Comics 2010.
- Stormwatch. #1–6, DC Comics 2011.[19]
- Demon Knights. #1–14, DC Comics 2011.
- Saucer Country. #1–14, DC Comics 2012.
- Wolverine. Vol. 5 1-13, Marvel Comics 2013.
- This Damned Band. Dark Horse Comics 2015.

### Drehbücher
- Casualty
  - Crash Course. 2001
  - You're Going Home in the Back of an Ambulance. 2002
  - Past, Present, Future. 2002
  - Code Red. 2002
  - An Accident Waiting To Happen. 2003
- Holby City
  - Under Pressure. 2004
- Doctor Who
  - Father's Day. 2005
  - Human Nature. 2007
  - The Family of Blood. 2007
- Robin Hood
  - Der Nachtwächter. 2006
  - Zum Thema Loyalität … 2006
- Primeval – Rückkehr der Urzeitmonster
  - Traitor Revealed. 2008
- Elementary
  - Du hast mich, wer hat dich? 2016